# Marco Lazaga
Marcos Antonio Lazaga Dávalos (Nanawa, 26 febbraio 1983) è un calciatore paraguaiano, di ruolo attaccante.